# Mali Slatnik

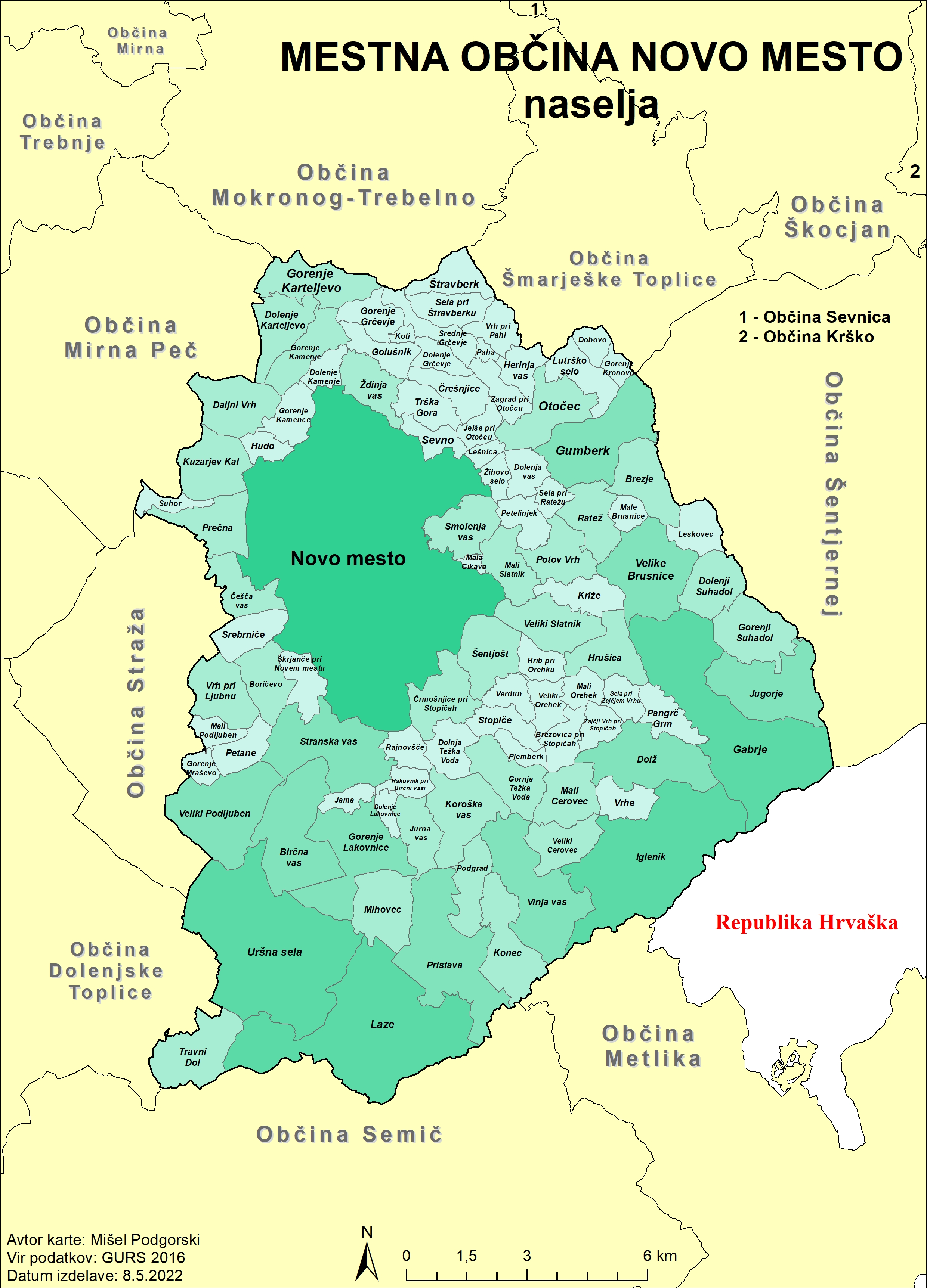
Ortschaften der Stadtgemeinde Novo mesto

Mali Slatnik (dt. Kleinslateneg) ist der Name einer Ortschaft und der gleichnamigen Ortsgemeinschaft (Krajevna skupnost) in der slowenischen Stadtgemeinde Novo mesto im Osten des Landes.

## Ortsgemeinschaft
An der Ortsgemeinschaft beteiligt sind die Ortschaften Wohnbereiche und Siedlungen Križe (außer Haus-Nr. 219, 231, 233, 237, 239), Mala Cikava, Mali Slatnik, Petelinjek, Potov Vrh, Smolenja vas, Veliki Slatnik sowie Novo mesto mit den Straßen: Cerovci, Krka, Podbevškova ulica, Savinškova ulica, Šentjernejska cesta (ungerade Hausnummern von 41 bis 53) und Velika Cikava.

## Lage
Die Siedlungen liegen im und am Hügelland nordöstlich der Stadt Novo mesto.